# NGC 722
NGC 722 ist eine Spiralgalaxie vom Hubble-Typ Sbc im Sternbild Widder an der Ekliptik. Sie ist schätzungsweise 223 Millionen Lichtjahre von der Milchstraße entfernt und hat einen Durchmesser von etwa 105.000 Lichtjahren.
Im selben Himmelsareal befindet sich u. a. die Galaxie NGC 719.
Das Objekt wurde am 2. Dezember 1861 von dem deutsch-dänischen Astronomen Heinrich Louis d’Arrest entdeckt.